# Agricluster
Agricluster é a incorporação da metodologia de cluster ou aglomerados locais ao agronegócio. Trata-se de forma de arranjo produtivo local, visando obter maior competitividade e desenvolvimento local, onde a ênfase maior será quanto a existência de forte cooperação entre os agentes, tanto de forma vertical como horizontal e a valorização do processo inovativo existente.
Os agriclusters representam a construção de estratégias que devem orientar de maneira complementar as macropolíticas no sentido de ganhar competitividade nas regiões produtoras de agronegócios.Existam vários  exemplos significativos como o de carne,aves e suínos no sudoeste de Goiás, o projeto Buritis, da Perdigão.
O clima,solo e relevo são fatores decisivos para garantir um projeto bem sucedido.
(Retirada da apostila do sistema OBJETIVO,matéria geografia,pag. 502,ponto2)